# Così com'è
Così com'è è il terzo album del duo hip hop italiano Articolo 31, pubblicato il 14 maggio 1996 dalla Best Sound.

## Descrizione
Il disco presenta diciotto brani, di cui cinque estratti come singoli: Tranqi Funky, Il funkytarro, 2030, Così e cosà e Domani. Tra le partecipazioni ci sono quelle di Space One (Latin Lover) Paola Folli (Domani), Solo Zippo (Sono l'M.C.) e soprattutto quella del cantautore Lucio Dalla (L'impresa eccezionale).
Nel 2012 l'album viene ristampato in CD nella collana Tutta scena di TV Sorrisi e Canzoni con l'aggiunta di una bonus track. Nel 2015 l'album viene ristampato in formato LP. Nel 2021, a distanza di 25 anni dalla sua uscita e dopo essere stato già disco di diamante, l'album ha ottenuto un'altra certificazione di disco d'oro dalla FIMI.

## Tracce
1. Da un nastro – 0:37
2. Un urlo – 3:51
3. Tranqi Funky – 3:24
4. 2030 – 4:33
5. Così com'è – 4:00
6. Domani (feat. Paola Folli) – 5:05
7. Non c'è rimedio – 5:00
8. Gigugin – 4:17
9. Fatti un giro – 3:43
10. Fatti in là – 3:24
11. Così e cosà – 4:16
12. Tocca a me – 4:20
13. Latin lover (feat. Space One) – 4:13
14. Con le buone – 4:50
15. L'impresa eccezionale (feat. Lucio Dalla) – 4:55
16. Sono l'M.C. (feat. Solo Zippo) – 4:59
17. Il funkytarro – 4:49
18. Sono fuori (feat. Tommasino) – 4:02

Tracce bonus nell'edizione CD della raccolta Tutta scena
1. Pifferaio Magico (Versione fattatuttainunanotte)

## Formazione
- J-Ax - voce, cori
- DJ Jad - DJ, batteria

Altri musicisti
- Giacomo Godi - computer
- Paola Folli in Domani, e con Lalla Francia e Lola Feghaly nei cori in Tranqi Funky.
- Michael Rosen - sassofono in Fatti un giro.
- Fausto Cogliati - chitarra in "Fatti un giro", "Il funkytarro" e "Tocca a me".
- DJ Wladimiro in Fatti in là.
- Solo Zippo in Sono l'M.C..
- Space One in Latin Lover.
- Fly Down e Lucio Dalla: cori in L'impresa eccezionale.
- Tommasino in Sono fuori.
- Ridillo (cori) in Tocca a me e Gigugin.

## Classifiche
| Classifica (1996) | Posizione massima |
| ----------------- | ----------------- |
| Italia            | 2                 |